# Station Ankara Centraal

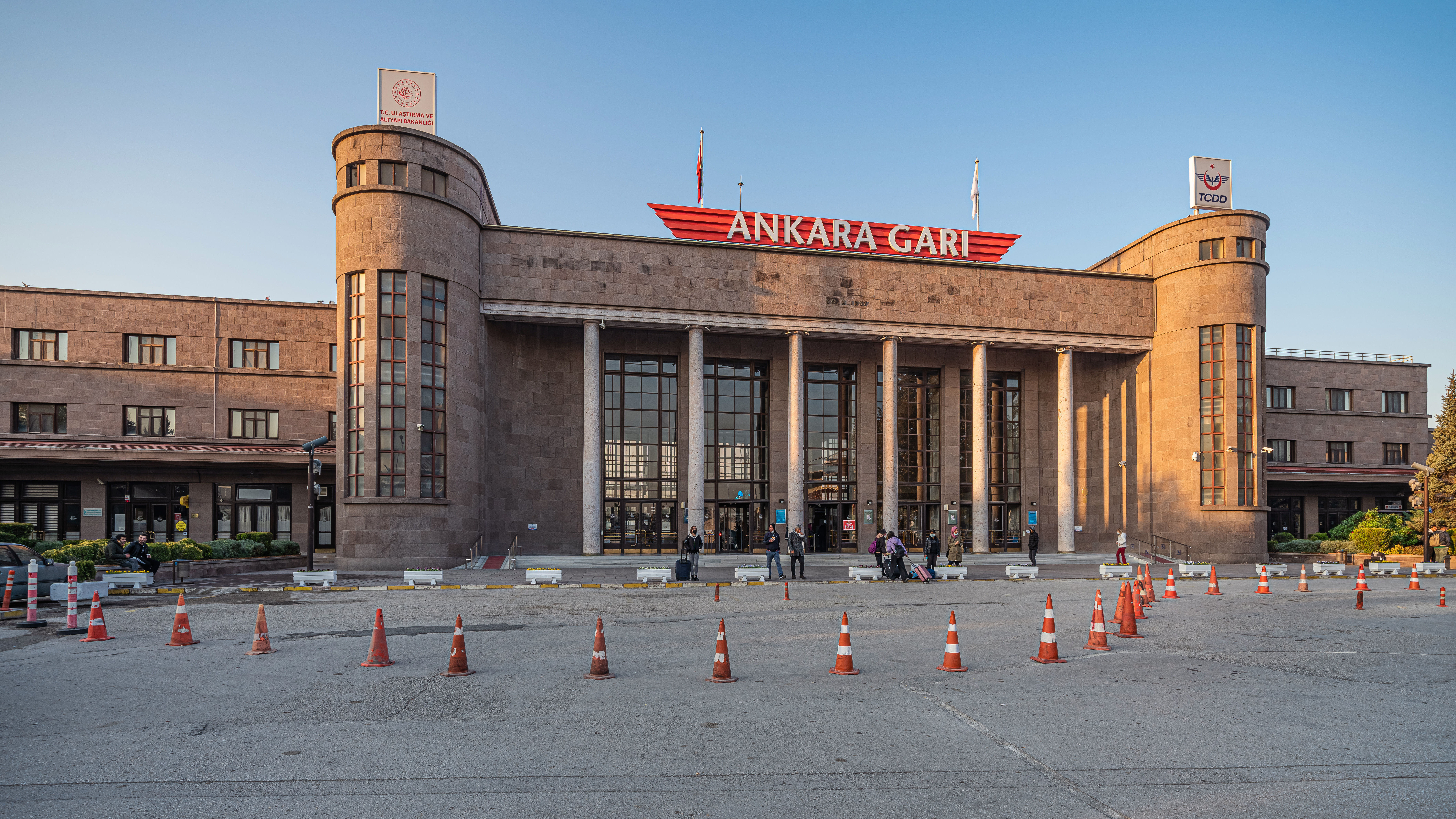
Ankara Centraal

Het station Ankara Centraal (Turks: Ankara Garı) is het centrale station van Ankara in Turkije. Met 181 treinen per dag is het station het drukste treinstation in Turkije. Het is een belangrijke hub voor inkomende en uitgaande treinen. Even verderop is er een halte van de metro van Ankara. Het station ligt aan het einde van de spoorwegen Istanbul-Ankara en is het oostelijke eindpunt van de hogesnelheidslijn Istanbul - Ankara. Het werd gebouwd in 1937 en is ontworpen door Şekip Akalın in de Art deco stijl.
Op 10 oktober 2015 om 10:05 lokale tijd vond bij de ingang van het station de tot dan toe dodelijkste bomaanslag in de geschiedenis van Turkije plaats.